# هامارتیا

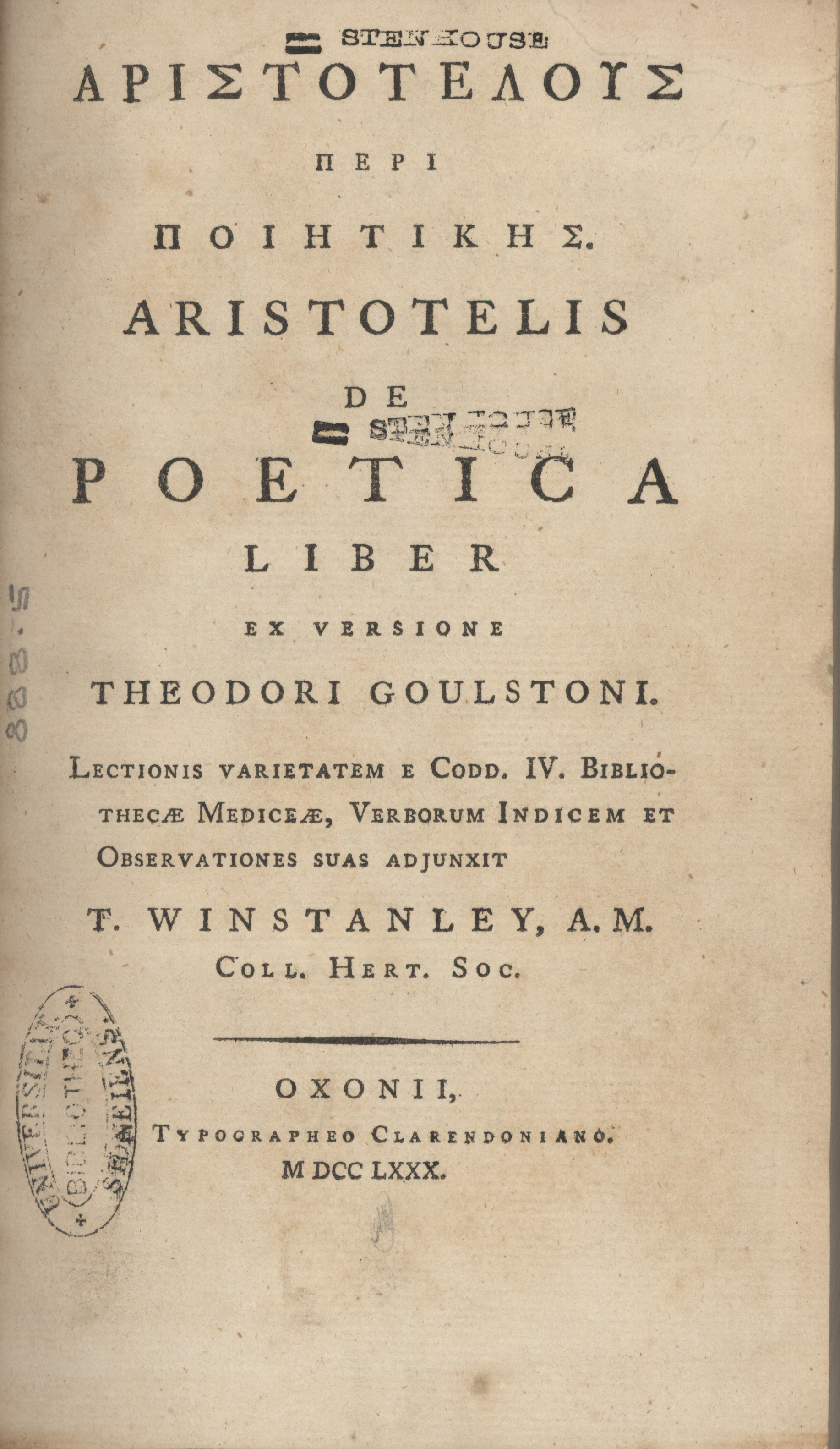

ارسطو در فصل سیزدهم فن شعر، آن هم به هنگام بحث از انواع دگرگونی و بهترین نوع آن، که برانگیزندة ترس و ترحم باشد، به هامارتیا نیز اشاره می‌کند. پرسش ارسطو این است که مناسب‌ترین شخصیتی که از این دگرگونی رنج می‌برد و به خوبی احساسات تراژیک ما را برمی‌انگیزد کیست. او به روال معمول رسالة خود در جواب روش سلبی در پیش می‌گیرد؛ یعنی نخست از این بحث می‌کند که کدام شخصیت‌ها نامناسب است و آن‌گاه به بحث از مناسب‌ترین شخصیت می‌پردازد.
ارسطو تحلیل خود را نخست با این بحث آغاز می‌کند که:
- «مردان آبرومند» (یا انسان‌های خوب وشرافت‌مند) نباید دست‌خوش چنین تغییر بختی شوند و از نیک‌بختی (یا سعادت) به بدبختی در افتند؛ زیرا این نوع دگرگونی نه ترس‌آور است نه ترحم‌انگیز، بلکه اخلاقاً «مشمئزکننده» (یا نفرت‌انگیز) است.
- الگوی دوم «انسان شریر» ی است که از بدبختی به نیک‌بختی برسد. این الگو از هر لحاظ با تراژدی ناسازگار است؛ زیرا فاقد همه خصوصیات تراژیکی است که باید از آن برخوردار باشد و حتی نمی‌تواند موجد همدلی معمولی گردد، چه برسد به ایجاد ترس و شفقت. واقعیت آن است که این الگو می‌تواند ترس را برانگیزد، اما حق با ارسطو است که می‌گوید این ترس تراژیک نیست.
- الگوی سوم انسان شریری است که از نیک‌بختی به بدبختی درافتد. این ساخت احساسات انسانی (یا همدلی) ما را برمی‌انگیزد؛ اما موجد ترس و شفقت نمی‌شود، زیرا ما به کسانی شفقت می‌کنیم که اسیر رنجی ناسزاوار شده باشند و از آن رو می‌ترسیم که او را مشابه خودمان بیابیم. باز می‌بینیم که ملودرام از این الگو برای مقاصد گوناگون بهره‌برداری کرده‌است.

زمانی هامارتیا را عموماً نقص اخلاقی قلمداد می‌کردند و «خطای تراژیک» مدتی مدید به کلیشه مشهور نقد ادبی بدل شده بود. نقد نئوکلاسیک هامارتیا را با مفهوم عدالت شعری یا مکافات درخور پیوند داد و آندره داسیه آن را به سه نوع تقسیم کرد:
1. نقص انسانی یا قصور
2. اشتباه بلااراده که پیامد برخی شهوات و هواهای نفسانی است
3. اشتباهی که از نظم الهی یا فوق طبیعی ناشی می‌شود.

جنایت ادیپ از نوع اول و تا اندازه‌ای مبتنی بر نوع دوم است، جنایت توئستس، که با زن برادر خود روابط عاشقانه برقرار کرد، از نوع دوم است و جنایت اورستس از نوع سوم.
داسیه اشتباه کرئون (پادشاه تب) را ناشی از آن می‌داند که وی گمان می‌کرد اودیپوس در جنایات خود بی‌گناه‌است، زیرا پدرش را از سر جهل کشت. امروزه ما حق را به کرنی می‌دهیم و تلاش زیاد منتقدانی از قبیل داسیه را عبث می‌یابیم که می‌کوشند برای مثال‌های ارسطو (اودیپوس و تیستس) به هر قیمت شده گناه یا جنایتی بیابند و آن را به نحوی با عدالت شعری توجیه کنند.